# 前670年代
| 千纪： | 前1千纪 |
| 世纪： | 前8世纪 \| 前7世纪 \| 前6世纪                                                                              |
| 年代： | 前700年代 \| 前690年代 \| 前680年代 \| 前670年代 \| 前660年代 \| 前650年代 \| 前640年代                    |
| 年份： | 前679年 \| 前678年 \| 前677年 \| 前676年 \| 前675年 \| 前674年 \| 前673年 \| 前672年 \| 前671年 \| 前670年 |

前670年代從前679年1月1日開始，於前670年12月31日結束。

## 大事记
- 前679年，晉曲沃武公攻翼城，殺國君晉侯緡，自曲沃遷都至故都絳城。齊桓公、宋桓公、陳宣公、衛惠公、鄭厲公，於鄄邑會盟，齊遂被尊為霸主，霸主以「尊王攘夷」為號召。
- 前678年，周僖王收晉曲沃武公賄賂，正式封其為晉國君主。秦武公卒，用活人殉葬，死者六十六人，弟秦德公嗣位。邾子克卒，弟邾子瑣嗣位。楚文王灭鄧國。
- 前677年，周僖王卒，子周惠王嗣位。晉武公卒，子晉獻公嗣位。秦德公自平陽遷都雍邑。
- 前676年，秦德公卒，子秦宣公嗣位。
- 前675年，楚文王病卒。子杜敖嗣位。鬻拳自殺。周五大夫蒍國、邊伯、石速、子禽祝跪、詹夫奉王子頹，攻周惠王，兵敗，五大夫奔溫國。王子頹奔衛國，衛及南燕國聯軍攻洛陽，立王子頹為王。周惠王出奔鄭國。蔡哀侯卒，子蔡穆侯嗣位。
- 前674年，鄭國安置周惠王居櫟城。
- 前673年，鄭、虢二國聯軍攻洛陽，送周惠王復位，殺王子頹及五大夫。鄭厲公卒，子鄭文公嗣位。杞共公卒，子杞惠公嗣位。
- 前672年，陳宣公殺其子御寇，陳厲公子陈完奔齊國。為戰國時代田齊始祖。楚王杜敖欲殺其弟頵，頵奔隨國，率隨軍襲殺杜敖，嗣位，是為楚成王。晉獻公滅驪戎，俘驪姬及其妹，立為夫人。
- 前671年，曹莊公卒，子曹僖公嗣位。齊桓公、魯莊公於扈邑會盟。